# Gare de Saint-Avre-La Chambre
Gare de Saint-Avre-La Chambre vasútállomás Franciaországban, Saint-Avre településen.

## Vasútvonalak
Az állomást az alábbi vasútvonalak érintik:
- Culoz–Modane-vasútvonal

## Kapcsolódó állomások
A vasútállomáshoz az alábbi állomások vannak a legközelebb:
- Gare de Saint-Jean de Maurienne - Vallée de l'Arvan
- Gare d’Épierre - Saint-Léger